# Euphorbia bicompacta
Euphorbia bicompacta es una especie fanerógama perteneciente a la familia Euphorbiaceae. Es endémica de  Kenia y Ruanda.

## Descripción
Es un arbusto perenne con tallo carnoso. Ramas como en Synadenium grantii, pero quizá no más gruesas, glabras. Hojas finas carnosas,  ampliamente redondeadas y aguda en el ápice. La inflorescencia en pedúnculo  moderadamente fuerte, en forma de corimbo como una umbela.

## Subespecies
- Euphorbia bicompacta var. bicompacta
- Euphorbia bicompacta var. rubra - (S.Carter) Bruyns.

## Taxonomía
Euphorbia bicompacta fue descrita por (N.E.Br.) Bruyns y publicado en Taxon 55: 412. 2006.
Etimología
Euphorbia: nombre genérico que deriva del médico griego del rey Juba II de Mauritania (52 a 50 a. C. - 23), Euphorbus, en su honor – o en alusión a su gran vientre –  ya que usaba médicamente Euphorbia resinifera. En 1753 Carlos Linneo asignó el nombre a todo el género.
bicompacta: epíteto latino que significa "doblemente comprimida".
Sinonimia
- Synadenium compactum N.E.Br.
- Synadenium compactum var. rubrum S.Carter	[5]